# Georg Kugler (Kunsthistoriker)

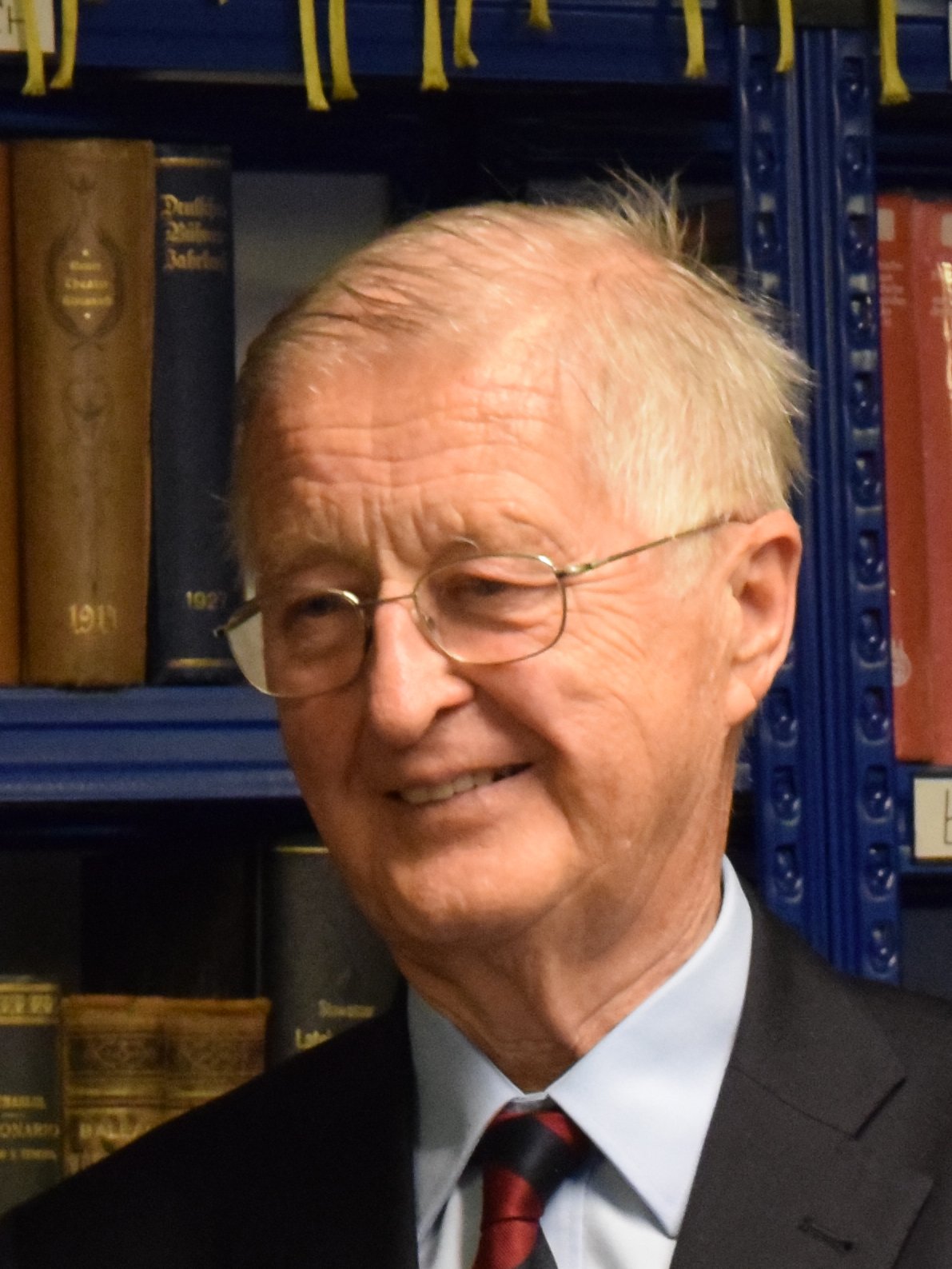
Georg Kugler (2015)

Georg Johannes Kugler (* 25. Mai 1935 in Wien; † 18. August 2024 ebenda) war ein österreichischer Kunsthistoriker, Direktor der Wagenburg in Schönbrunn, Entwickler des Lipizzanermuseums in der Stallburg, Präsident der Heraldisch-Genealogischen Gesellschaft „Adler“ in Wien.

## Leben
Georg Johannes Kugler verbrachte seine Jugend in Gmunden am Traunsee. Er studierte zunächst Rechtswissenschaften und dann Geschichte in Wien. Noch vor Abschluss seines Studiums 1959 begann seine Tätigkeit in der Direktion der Wagenburg in Schönbrunn. Am 27. Juni 1960 promovierte er am Institut für Österreichische Geschichtsforschung zum Doktor der Philosophie. 1973 übernahm er die Leitung der Wagenburg und des Monturdepots. In dieser Funktion wurde ihm der Titel Hofrat verliehen. Zuletzt bis zu seiner Pensionierung Ende 2000 war er stellvertretender Generaldirektor des Kunsthistorischen Museums.
Zusätzlich war er seit 1979 Universitätslektor an der Wiener Universität für Museumskunde und Denkmalpflege im Rahmen des Ausbildungskurses des Instituts für österreichische Geschichtsforschung.
Für seine besonderen Leistungen wurde er 2000 mit dem Großen Ehrenzeichen für Verdienste um die Republik Österreich ausgezeichnet.
Kugler war mit Lipizzaner-Pferden besonders verbunden. 2009 verfasste er ein Empfehlungsschreiben zur Eintragung der Spanischen Hofreitschule in die Nationalliste des immateriellen UNESCO-Kulturerbes und war im Vorstand der 1966 gegründeten Gesellschaft Freunde der Spanischen Hofreitschule. 2010 erfolgte die Aufnahme der UNESCO in die Liste. 2016 referierte er bei der Lipizzan International Federation über Lipizzaner in der Bildenden Kunst.
1992 begann seine Mitgliedschaft bei der 1870 gegründeten Heraldisch-Genealogischen Gesellschaft „Adler“ und 22 Jahre von 1993 bis 2015 war er deren Präsident. Er verfasste zahlreiche Artikel in der Zeitschrift des Vereins und setzte sich stets für die Erhaltung und Erweiterung der genealogischen Sammlungen ein. Nach seiner Übergabe der Präsidentschaft an seinen Nachfolger wurde er Ehrenpräsident der Gesellschaft.
Georg Johannes Kugler war verheiratet und hatte fünf Kinder. Am 18. August 2024 verstarb er im 90. Lebensjahr und wurde am 6. September 2024 auf dem Friedhof Wien-Döbling bestattet.

## Schriften (Auswahl)
Als Autor
- Eine Denkschrift Dr. Jakob Mennels, verfaßt im Auftrage Kaiser Maximilians I. für seinen Enkel Karl. Wien 1960 (= Dissertation)
- Sonderpostmarke „300. Geburtstag von Prinz Eugen von Savoyen“. Österreichische Staatsdruckerei, Wien 1963. 2 Blatt.
- Die Wagenburg in Schönbrunn. Hofwagenburg, Reiche Sattel- und Geschirrkammer der Kaiser von Österreich. Akademische Druck- und Verlagsanstalt, Graz 1977, ISBN 3-201-01017-0. 107 Seiten, zahlreiche Illustrationen.
- mit Gerhard Trumler (Illustrator): Schönbrunn. Ed. Tusch, Wien 1980.
- Die Reichskrone. 2., neubearbeitete und ergänzte Auflage, Verlag Herold, Wien 1986.
- mit Nina Nemetschke: Lexikon der Wiener Kunst und Kultur. Ueberreuter, Wien 1990, ISBN 3-8000-3345-3
- Die Wagenburg in Schönbrunn. Electa Kunsthistorisches Museum, 1996, ISBN 88-435-5502-2
- mit Herwig Wolfram: Österreichs Geschichte. Wissenswertes in 99 Fragen. Ueberreuter, Wien 2017, ISBN 978-3-8000-7666-6

als Herausgeber
- Matthäus Niedermayer (Verfasser), Georg Kugler (Hrsg.:): Die Dressur des rohen Pferdes : Behandlung auf der Reitschule. Ueberreuter, Wien 2014. 136 Seiten, [ca. 50] Blatt; Illustriert. ISBN 978-3-901515-18-7
- Georg Kugler (Hrsg.), Kunsthistorisches Museum (Mitwirkende): Das Kunsthistorische Museum Wien: ein Überblick in Bildern. Florenz: Bonechi, Graz: Verlag Styria. 127 Seiten, überwiegend illustriert. ISBN 3-222-12385-3